# Eupithecia austrina
Eupithecia austrina là một loài bướm đêm trong họ Geometridae.